# Gladys Davies
Gladys Muriel Davies (født i 29. juli 1893, død 23 maj 1965) var en britisk fægter som deltog i de olympiske lege 1924 i Paris.
Blake vandt en sølvmedalje i fægtning under 1924 i Paris. Han kom på en andenplads i den individuelle konkurrence, i fleuret for damer efter Ellen Osiier fra Danmark.